# Weilerswist

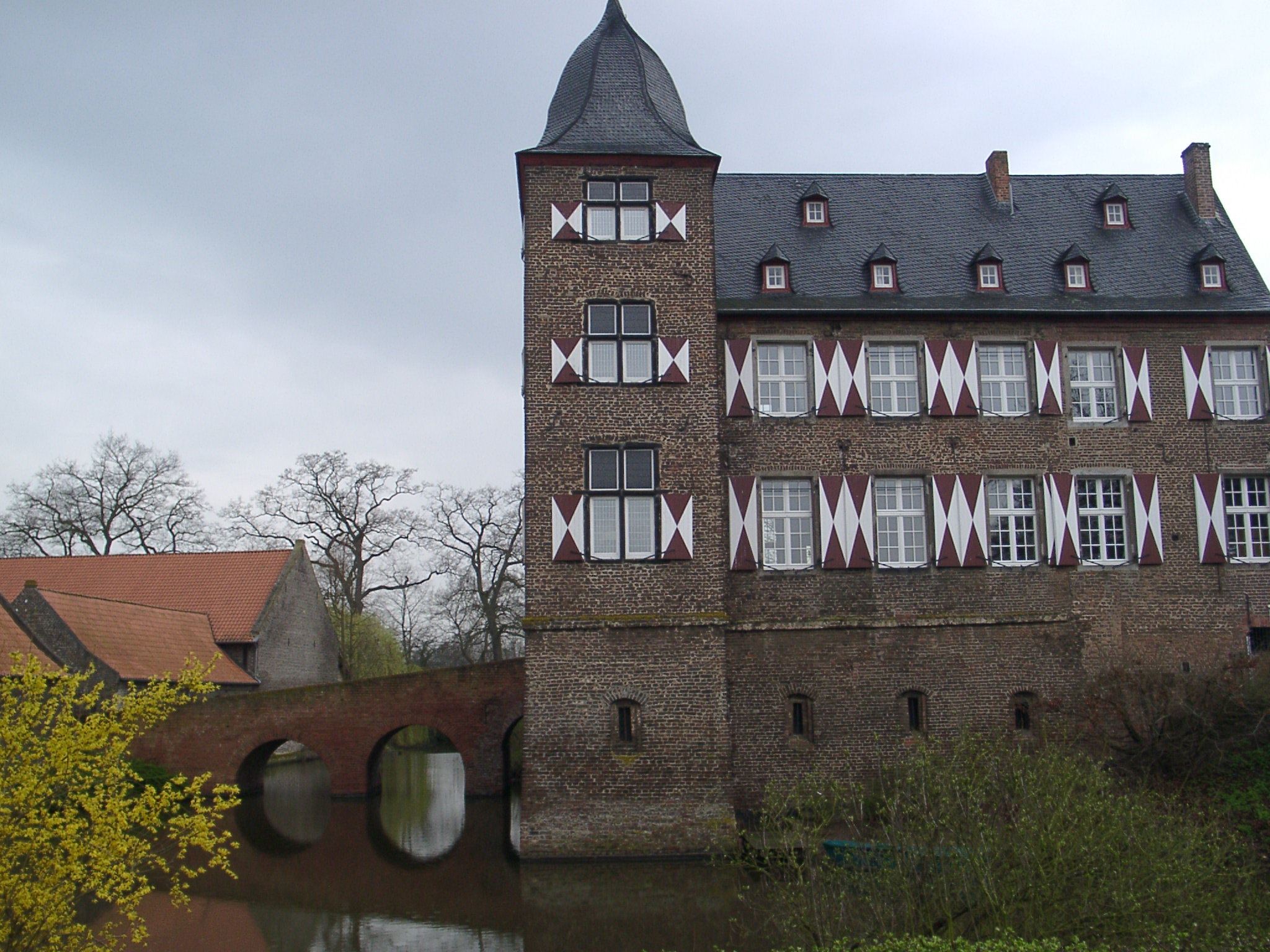
Wasserburg Kühlseggen ở Weilerswist.

Weilerswist là một đô thị ở huyện Euskirchen trong bang Nordrhein-Westfalen, Đức. Weilerswist tọa lạc ở vùng đồi Eifel, khoảng 10 km về phía bắc Euskirchen, 20 km về phía tây nam của Köln.